# Väinö Koskela
Väinö Koskela   (Virolahti, 31 de març de 1921 - Virolahti, 10 de setembre de 2016) fou un atleta finlandès, especialista en curses de fons, que va competir durant les dècades de 1940 i 1950. Abans de dedicar-se a l'atletisme havia practicat l'esquí.
El 1948 va prendre part en els Jocs Olímpics de Londres, on fou setè en la prova dels 5.000 metres del programa d'atletisme. Quatre anys més tard, als Jocs de Hèlsinki, disputà dues proves del programa d'atletisme. Fou setzè en els 10.000 metres, mentre en la dels 5.000 metres quedà eliminat en sèries.
En el seu palmarès destaca una medalla de bronze en els 10.000 metres del Campionat d'Europa d'atletisme de 1950, rere Emil Zátopek i Alain Mimoun. Guanyà el campionat nacional dels 5.000 metres de 1949 i 1950 i el de Camp a través de 1949.

## Millors marques
- 5.000 metres. 14' 13.2 " (1949)
- 10.000 metres. 30' 10.0" (1951)[3][6]